# 愛的子彈
「愛的子彈」（愛の弾丸）是日本的女子偶像組合Berryz工房的第26張单曲。2011年6月8日由PICCOLO TOWN发售。

## 概要
- 此單曲有4個版本，分別有「初回生産限定盤A - C」和「CD ONLY」。「初回生産限定盤A」和「初回生産限定盤B」收錄了「愛的子彈」的PV。
- 在6月20日於公信榜单曲週排行榜取得第11位，繼「VERY BEAUTY」後再度於公信榜单曲週排行榜跌出TOP 10位置。

## 收錄内容

### CD（初回生産限定盤A - C 、 CD ONLY）
CD
1. 愛的子彈
（作詞・作曲：淳君 編曲：板垣祐介）
2. 記憶（思い出）
（作詞・作曲：淳君  編曲：鈴木Daichi秀行）
3. 愛的子彈(Instrumental)

### DVD（初回生産限定盤A）
1. 愛的子彈（Dance Shot Ver.）

### DVD（初回生産限定盤B）
1. 愛的子彈（Close-up Ver.）